# Anábase de Alexandre

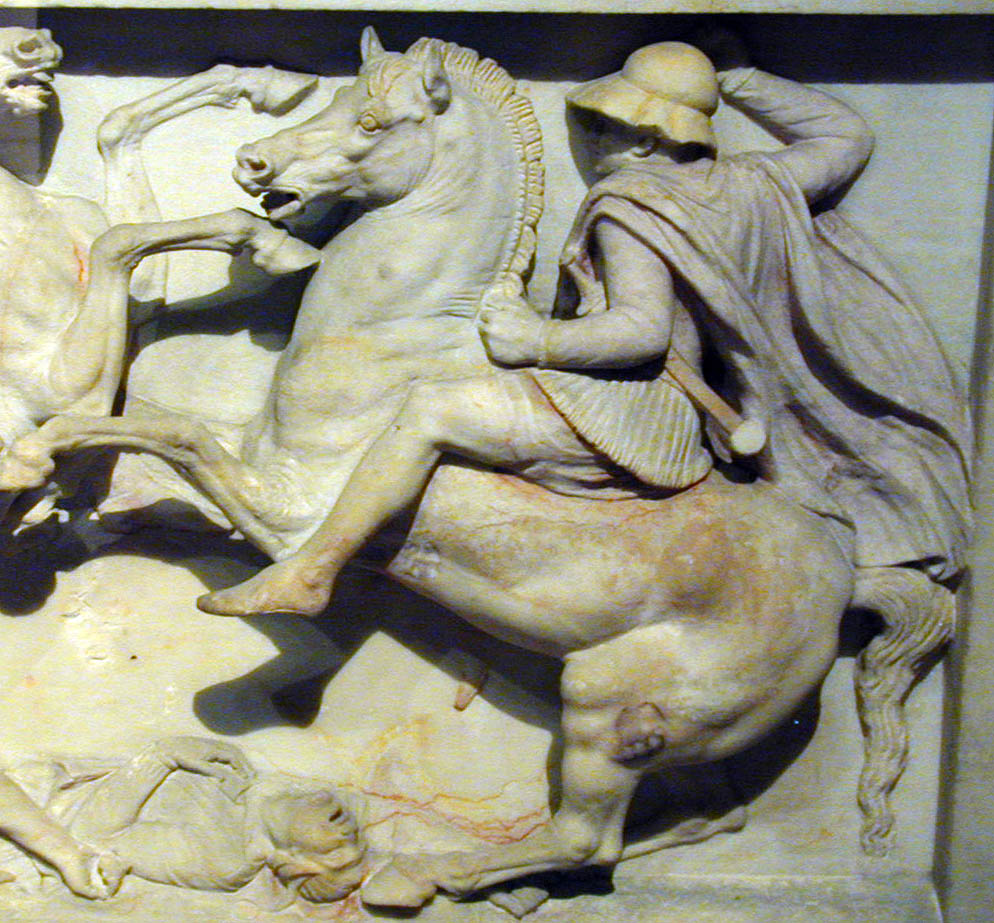
Cavalaria no Sarcófago de Alexandre de Sidon, Líbano

A Anábase de Alexandre (em grego clássico: Ἀλεξάνδρου Ἀνάβασις, Alexándrou Anábasis; em latim: Anabasis Alexandri) foi composta por Arriano de Nicomédia no século II d.C., provavelmente durante o reinado de Adriano. A Anábase (que sobrevive completa em sete livros) é uma história das campanhas de Alexandre, o Grande, especificamente sua conquista do Império Persa entre 336 e 323 a.C.  Tanto o título incomum "Anabasis" (que significa literalmente "uma jornada para o interior a partir do mar") quanto a estrutura de sete livros da obra refletem a emulação de Arriano (em estrutura, estilo e conteúdo) do historiador grego Xenofonte, cuja própria Anábase também em sete livros, narra a campanha anterior de Ciro, o Jovem, no interior da Pérsia, em 401 a.C.
A Anábase é de longe o relato mais completo que sobreviveu da conquista do império persa por Alexandre. É principalmente uma história militar, refletindo o conteúdo do modelo de Arriano, a Anábase de Xenofonte; a obra começa com a ascensão de Alexandre ao trono da Macedônia em 336 a.C. e não tem nada a dizer sobre a infância de Alexandre (em contraste, digamos, com a Vida de Alexandre de Plutarco ). Arriano também não pretende fornecer uma história completa do mundo de língua grega durante o reinado de Alexandre. As principais fontes de Arriano para escrever a Anábase foram as histórias contemporâneas perdidas da campanha de Ptolomeu e Aristóbulo e, para seus livros posteriores, Nearco. Um dos principais objetivos de Arriano ao escrever sua história parece ter sido corrigir a narrativa padrão da "Vulgata" do reinado de Alexandre que era corrente em sua época, principalmente associada aos escritos perdidos do historiador Cleitarco.

## Conteúdo

Alexandri anabasis, 1575

A Anábase fornece um relato amplamente cronológico do reinado de Alexandre, o Grande, da Macedônia (336–323 a.C.), com foco particular em questões militares. Após um breve prefácio sobre as fontes de Arriano, os sete livros descrevem o reinado de Alexandre, o Grande. 
Livro 1
Este livro cobre os primeiros anos do reinado de Alexandre (336–334 a.C.), incluindo descrições notáveis do saque de Tebas por Alexandre em 335 e da batalha de Granicus no verão de 334 a.C.
Livro 2
A maior parte deste livro é dominada por três grandes operações militares: a campanha e batalha de Isso (333 a.C.) e os cercos de Tiro e Gaza (332 a.C.). Este livro também relata a derrota do rei Dario da Pérsia e como Alexandre tratou a família de Dario após sua morte. O julgamento do nó górdio também está incluído neste livro.
Livro 3

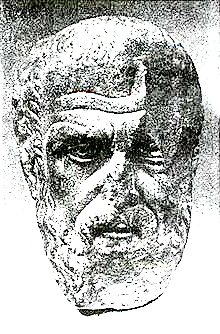
Arriano de Nicomédia

O terceiro livro começa com um relato de Alexandre no Egito, incluindo sua visita ao oráculo de Zeus-Amon em Siwah (inverno de 332/331 a.C.), antes de se voltar para a batalha de Gaugamela e a derrota de Dario III (331 a.C.). A segunda metade do livro descreve a perseguição de Alexandre a Dario pelo norte do Irã, a revolta do pretendente Besso e as mortes de Filotas e Parmênio (331–329 a.C.).
Livro 4
Este livro começa descrevendo a longa campanha sogdiana de 329–327 a.C. contra Bessos, Espitamenes e Oxiartes, e os estágios iniciais das campanhas no Punjab (327–326 a.C.), com um notável afastamento da sequência cronológica em 4.7–14, onde Arriano reúne muitas das histórias mais notórias que tendem ao descrédito de Alexandre em uma única digressão apologética (o assassinato de Cleito, o caso da prosquínese, a conspiração dos pajens e a morte de Calístenes).
Livro 5
Este livro continua a narrativa da campanha indiana de Alexandre, o Grande, de 326 a.C., incluindo a chegada de Alexandre a Nisa, a batalha com Poro no rio Hidaspes e a decisão em Hífase de não avançar mais para a Índia.
Livro 6
A jornada pelo Indo até o Oceano Índico (326–325 a.C.) é descrita, incluindo a violência cada vez mais brutal infligida aos habitantes locais pelos macedônios no caminho (principalmente na cidade de Malli) e a travessia do deserto de Gedrosian (325–324 a.C.).
Livro 7
O último dos livros relata os eventos do último ano de Alexandre, incluindo os casamentos de Susa, o motim de Ópis, as múltiplas previsões e presságios da própria morte de Alexandre, a morte de Heféstion e a própria morte de Alexandre (324–323 a.C.). O final deste livro conclui com especulações sobre como Alexandre morreu e se foi por envenenamento ou outra coisa.

## Crítica
A Anábase de Arriano é tradicionalmente considerada a fonte narrativa mais confiável existente sobre as campanhas de Alexandre. Desde a década de 1970, no entanto, uma visão mais crítica de Arriano se tornou generalizada, devido em grande parte ao trabalho de AB Bosworth, que chamou a atenção dos estudiosos para a tendência de Arriano à hagiografia e à apologia, sem mencionar várias passagens onde Arriano pode ser demonstrado (por comparação com outras fontes antigas) como sendo totalmente enganoso. 

## Edições modernas
A única tradução completa de Arrian disponível online é uma tradução bastante antiquada de E.J. Chinnock, publicada em 1884. O texto grego original usado pela Biblioteca Digital Perseus é a edição padrão de A.G. Roos Teubner publicada em Leipzig em 1907.
Provavelmente a tradução acadêmica mais amplamente utilizada em inglês é a edição da Loeb Classical Library (com texto grego oposto), em dois volumes. A obra apareceu pela primeira vez em 1929 e foi posteriormente revisada com uma nova introdução e apêndices por P.A. Brunt em 1976.
Uma tradução em inglês de Aubrey de Sélincourt apareceu na Penguin Classics em 1958. Esta edição foi revisada e anotada por J.R. Hamilton em 1971.
The Landmark Ancient Histories, editado por Robert B. Strassler, inclui The Landmark Arrian: The Campaigns of Alexander, editado por James Romm (Professor de Clássicos no Bard College, 2010) e traduzido por Pamela Mensch. A edição Landmark inclui extensas notas marginais e mapas em todas as outras páginas. 

## Leitura complementar
- Arriano, Vida de Alexandre O Grande, traduzido por Aubrey de Sélincourt, Harmondsworth, Penguin Books, 1958 e numerosas reimpressões subsequentes.
- Arriano, As campanhas de Alexandre, traduzido por P. A. Brunt, com texto Em grego e Inglês, editado por Jeffrey Henderson, The Loeb Classical Library, Harvard University Press. Livros I-IV: ISBN 0-674-99260-1 Livros V-VII e Indica: ISBN 0-674-99297-0